# اوهان دوریان
اوهان دوریان (ارمنی: Օհան Դուրյան؛ ۸ سپتامبر ۱۹۲۲ – ۶ ژانویهٔ ۲۰۱۱) رهبر ارکستر، و آهنگساز اهل ارمنستان بود.

## زندگی‌نامه
وی از اعضای هیئت علمی دانشگاه بیرزیت بود.

## آثار
- Komitasakan
- L'Arménienne
- Pastorale 3

## جوایز
وی برندهٔ جوایزی همچون مدال موسس خورناتسی، نشان افتخار مسروپ ماشتوتس مقدس، و هنرمند مردمی ارمنستان شوروی شده‌است.